# Schoenus delicatulus
Schoenus delicatulus là loài thực vật có hoa trong họ Cói. Loài này được (Fernald) J.Kern miêu tả khoa học đầu tiên năm 1958.